# Asiata Saleʻimoa Vaʻai
Asiata Alaelua Vaʻalepa Saleʻimoa Vaʻai (* 25. Mai 1945, Satupaʻitea; † 2. September 2010) war ein samoanischer Politiker und Rechtsanwalt. Er war ein Mitglied des Fono (Parlaments) für den Wahlbezirk (territorial constituency) Satupaʻitea und der Führer der Samoan United Independents Political Party und später der Samoan Democratic United Party.

## Leben
Asiata war der Sohn des ehemaligen Prime Ministers Vaʻai Kolone und Bruder von Vaʻai Papu Vailupe, einem Abgeordneten der Tautua Samoa Party. Er arbeitete als Barrister (Rechtsanwalt) in Samoa und Neuseeland, bevor er zum Pacific Islands Forum in Suva, Fidschi, wechselte. 1985 bis 1987 diente er als Präsident der Samoa Law Society und von 1998 bis 2001 der Inter-Pacific Bar Association.
Vaʻai wurde 2001 ins Parlament gewählt für die Constituency Satupaʻitea. 2006 wurde er wiedergewählt und wurde Führer der SDUP im August desselben Jahres. Seine Wahl führte jedoch zu einer Spaötung der Partei, woraufhin diese vom Parlament nicht mehr anerkannt wurde.